# Cosford (Shropshire)
Pour les articles homonymes, voir Cosford.
Cosford est un village du Shropshire, en Angleterre. Le village est principalement composé d'habitations abritant le personnel de la Royal Air Force travaillant à base aérienne RAF Cosford adjacente.